# Gerald Zelina

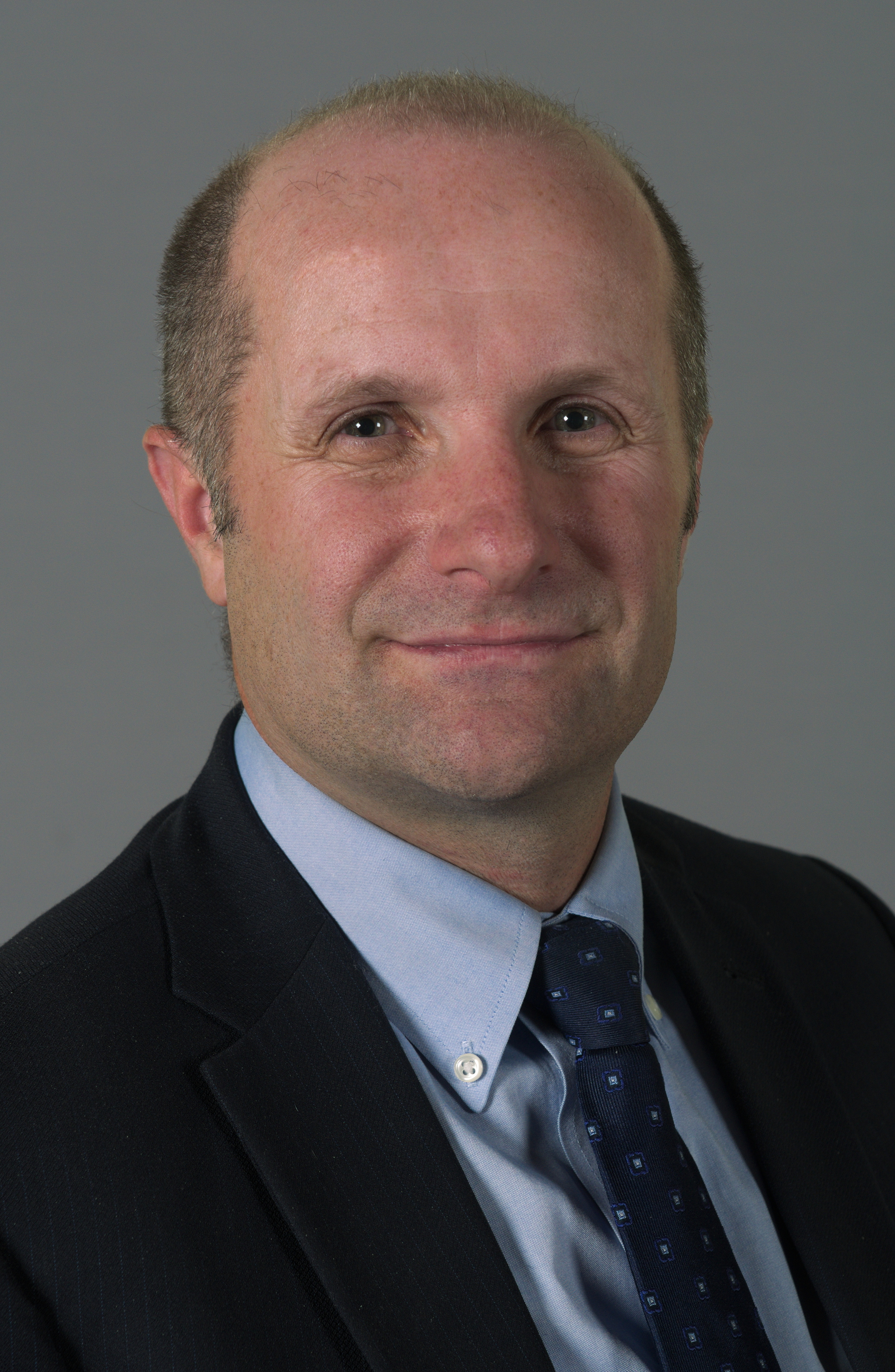
Gerald Zelina (2017)

Gerald Zelina (* 10. Oktober 1968 in Wien) ist ein österreichischer Politiker sowie Unternehmensberater. Er war von 2013 bis 2018 Mitglied des Österreichischen Bundesrates.

## Ausbildung und Beruf
Gerald Zelina besuchte von 1975 bis 1979 die Volksschule Vösendorf und absolvierte danach das Realgymnasium Mödling, wo er 1987 auch die Matura ablegte. Im Anschluss begann er ein Studium der Betriebswirtschaftslehre an der Wirtschaftsuniversität Wien, das er 1995 mit dem akademischen Grad Mag. rer. soc. oec. abschloss (Spezialisierung 1: Banken und Kreditwirtschaft; Spezialisierung 2: Wirtschafts- und Verwaltungsführung; Diplomarbeit: Die österreichische Vermögensverwaltungsbranche und ihre Erfolgsfaktoren). 
Gerald Zelina war von 1995 bis 1997 Generalsekretär des Österreichischen Badminton Verbandes, von 1998 bis 2000 kaufmännischer Geschäftsführer der PWG Promotion-Werbe-Geschenke Ges.m.b.H. und von 1999 bis 2013 Vorstand der Pyror Privatstiftung. Des Weiteren wirkte er 2001 als Finanzleiter der Teletrader Software AG, von 2001 bis 2002 im Beteiligungscontrolling von T-Mobile, von 2002 bis 2006 als Vorstand der Roma Privatstiftung und von 2008 bis 2013 als Vorstand der DB Wassergenossenschaft.

## Politik und Funktionen
Von 2012 bis 2015 war Gerald Zelina Mitglied des Vorstands des Team Stronach Niederösterreich. 2013 wurde Gerald Zelina vom Landtag Niederösterreich in den Bundesrat des österreichischen Parlaments entsandt. Von 2016 bis 2017 war er zudem als Finanzreferent des Team Stronach Parlamentklubs tätig. 
Nachdem das Team Stronach bei der Nationalratswahl in Österreich 2017 nicht mehr zur Wahl angetreten war und somit mit der Angelobung des neuen Nationalrats am 9. November 2017 aus diesem ausschied, verblieb Zelina als letzter Mandatar des Team Stronach im Parlament. Er bewarb sich daraufhin in einer Bundesrats-Rede am 22. Dezember 2017 anlässlich der Vorstellung des neuen Regierungsprogramms der Bundesregierung Kurz I um eine Aufnahme in der Österreichischen Volkspartei. Der anwesende Parteiobmann der ÖVP und amtierende Bundeskanzler, Sebastian Kurz, kommentierte die Bitte um Aufnahme in die Partei nicht.
Nach der Landtagswahl in Niederösterreich 2018 schied er mit 21. März 2018 aus dem Bundesrat aus.